# Bobby Moore
Bobby Moore (Barking, 1941. április 12. – London, 1993. február 24.) angol válogatott labdarúgó.
A West Ham United csapatának több mint tíz éven át volt a csapatkapitánya és szintén ő volt a csapatkapitánya annak az angol válogatottnak, amelyik 1966-ban hazai pályán világbajnoki címet szerzett. Az OBE kitüntetettje.
A válogatottban az 1973-as visszavonulásáig összesen 108 alkalommal lépett pályára. Ezt a rekordot a későbbiekben Peter Shiltonnak sikerült felülmúlnia 125 válogatottsággal.

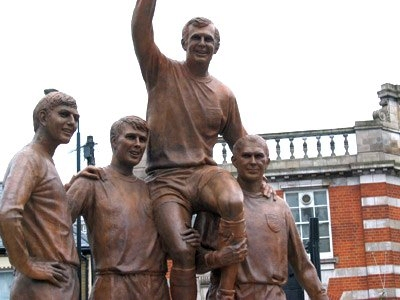
A Bajnokok szobra középen Moore a vb trófeával, Geoff Hurst és Ray Wilson vállán, a negyedik tag Martin Peters.

## Sikerei, díjai
West Ham United
- FA kupa győztes (1): 1963–64
- KEK győztes (1): 1964–65
- International Soccer League győztes (1): 1963–64

Anglia
- Világbajnok (1): 1966
- Európa-bajnoki bronzérmes (1): 1968

Egyéni
- Aranylabda második helyezett (1): 1970
- FWA év labdarúgója (1): 1964